# (9727) 1981 EW24
(9727) 1981 EW24 (1981 EW24, 1989 WO3) — астероїд головного поясу, відкритий 2 березня 1981 року.
Тіссеранів параметр щодо Юпітера — 3,287.